# الغبيرات الدموية
الغبيرات الدموية (Haemoconia) (أو هبوات الدم) هي جسيمات صغيرة من الدهنيات تتكون نتيجة تفتت سدى الكريات الحمراء (خلايا الدم الحمراء).  ويتم هضمها عن طريق البلعميات الموجودة في الدم.  Haemoconia were first discovered in 1896 by HF Müller.